# Palpomyia serripes
Palpomyia serripes är en tvåvingeart som först beskrevs av Johann Wilhelm Meigen 1818.  Palpomyia serripes ingår i släktet Palpomyia och familjen svidknott. Arten är reproducerande i Sverige. Inga underarter finns listade i Catalogue of Life.